# 11786 Bakhchivandji
A 11786 Bakhchivandji (ideiglenes jelöléssel 1977 QW) a Naprendszer kisbolygóövében található aszteroida. Nyikolaj Sztyepanovics Csernih fedezte fel 1977. augusztus 19-én.